# استفان ریساشه
استفان ریساشه (فرانسوی: Stéphane Risacher‎؛ زادهٔ ۲۶ اوت ۱۹۷۲) بازیکن بسکتبال اهل فرانسه بود.